# Мамаді Юла
Мамаді Юла (5 листопада 1961 , Конакрі ) — гвінейський державний і політичний діяч, прем'єр-міністр Гвінеї 29 грудня 2015
 — 24 травня 2018, коли його змінив на посаді прем'єра Ібрагіма Кассорі Фофана
.

## Біографія
Мамаді Юла народився в Конакрі і розпочав навчання в Університеті Фелікса-Уфуе-Буаньї, де в 1994 році здобув ступінь DEA з макроекономіки.
Продовжив своє навчання у Парижі, прослухавши 3-й цикл у банківській справі та фінансах у Центрі економічних та банківських фінансових досліджень у Парижі, потім працював у Міжнародному валютному фонді у Вашингтоні.
.
Юла пропрацював вісім років у Центральному банку Гвінейської Республіки, де обіймав посаду директора відділу досліджень, досліджень та публікацій
.
В 2003 та 2004 роках Юла був радником прем'єр-міністра з економічних та гірничодобувних питань.
У 2004 році він очолив гірничодобувну компанію «Guinea Alumina Corporation» (GAC), а потім став першим гвінейським керівником транснаціональної корпорації у гірничодобувному секторі. На чолі компанії він здійснив стратегічне злиття з компанією ОАЕ «Emirates Global Aluminium» (EGA)
.